# Ateloplus notatus
Ateloplus notatus är en insektsart som beskrevs av Scudder, S.H. 1901. Ateloplus notatus ingår i släktet Ateloplus och familjen vårtbitare. Inga underarter finns listade i Catalogue of Life.